# Marianne Cope
 (août 2022).
Marianne Cope (Heppenheim, 23 janvier 1838 - Molokai, 9 août 1918) est une religieuse américaine membre des franciscaines de Syracuse et reconnue sainte par l'Église catholique. Elle a passé sa vie à soigner les lépreux sur l'île de Molokai, à Hawaii. Elle est commémorée le 9 août selon le Martyrologe romain. 

## Biographie
Marianne Cope (dans le civil Barbara Koob), est née le 23 janvier 1838 à Heppenheim, dans le grand-duché de Hesse. Ses parents étaient de modestes exploitants agricoles. En 1840, ils émigrèrent aux États-Unis et s'installèrent à Utica dans l'État de New-York. Leur nom de Koob fut alors anglicisé en Cope.
La petite Barbara ne fréquenta pas l'école bien longtemps. Dès l'âge de 15 ans, elle souhaitait entrer en religion, mais elle a dû d'abord travailler pour aider ses parents, très malades et subvenir aux besoins de ses frères et sœurs (ils étaient sept enfants). 
Elle avait 24 ans, en 1862, quand elle put enfin entrer dans la toute récente congrégation des Sœurs Franciscaines de Syracuse.
La congrégation, au début de son existence, était chargée tout particulièrement de la scolarisation des enfants des immigrés allemands ; plus tard, elle sera à l'origine de la création des cinquante premiers hôpitaux des États-Unis.
Marianne (son nom en religion) prononce ses vœux en 1863. Elle est d'abord professeur, puis maîtresse des novices, enfin supérieure d'un couvent. Finalement, elle deviendra supérieure du premier hôpital de Syracuse. Là, totalement dans l'esprit franciscain, elle ne fera strictement aucune distinction de race, de religion, de nationalité ou de couleur, attachée en priorité aux plus pauvres. Elle s'occupe spécialement des alcooliques et des mères célibataires.

## Apostolat à Hawaii
Un jour l'évêque d'Honolulu fit une pressante demande d'évangélisation de l'archipel. Mais la Lèpre infestait les îles et bon nombre de congrégations se récusèrent. Mère Marianne accepta, au nom du geste de saint François embrassant les lépreux.
Elle réussit à trouver des volontaires pour l'accompagner, et, en 1883 six religieuses se mettaient en route pour les îles Hawaii. Mère Marianne ne pensait pas rester longtemps, la responsabilité de sa congrégation étant très importante. Toutefois, on la retiendra sur place, et elle y restera 35 ans tandis qu'une autre supérieure est nommée à Syracuse (les épisodes et les atermoiements du départ de ces religieuses pour Molokai sont bien retracés dans le film de Paul Cox, Damien de Molokai).
Devant l'état épouvantable des malades, vivant dans la promiscuité et le manque de soins, séparés de leurs familles, Marianne et ses sœurs vont d'abord créer une école pour les petites filles et un hôpital sur l'île Maui. En 1888 elle part vers l'île Molokai, où étaient parqués les lépreux et collabore avec le Père Damien. Ce dernier meurt de la lèpre un an après son arrivée. Elle continue donc son œuvre en créant une école pour les petits garçons, une école de filles, elle aménage aussi le site afin de rendre la vie plus douce aux malades qui y sont entassés en plantant des arbres et des fleurs. Elle fait chanter les enfants, les habille correctement, elle est considérée comme la mère des lépreux.
Malgré les contestations quant à ses méthodes, et l'immense fatigue qu'elle ressent de son énorme travail, elle parvient à communiquer joie et espérance tout autour d'elle.
Souffrant d'une maladie des reins, sans jamais avoir été contaminée par la lèpre, elle meurt à 80 ans, laissant un immense héritage dans les domaines de l'éducation et de la santé.

## Béatification et canonisation
Mère Marianne Cope a été béatifiée le samedi 14 mai 2005 par le Pape Benoît XVI, en même temps que Mère Ascensión Nicol Goñi. L'Eucharistie a été présidée par le cardinal José Saraiva Martins, préfet de la Congrégation pour le culte des saints. Il évoquera la vie de Marianne en disant que c'était : « une merveilleuse œuvre de la grâce divine »
Un miracle est reconnu par le Vatican. Marianne Cope est canonisée avec six autres saints en 2012.
Elle est commémorée le 9 août selon le Martyrologe romain.
L'Église anglicane célèbre sa fête le 15 avril.

## Prix et distinctions
- 2005 : cérémonie d'admission au National Women's Hall of Fame[4]

## Sources
- Osservatore Romano : 2005 n. 21 p.4-6
- Documentation Catholique